# La serpiente de metal
La serpiente de metal (también La serpiente de cobre, o La serpiente de bronce) es un cuadro del pintor Jusepe Leonardo, realizado entre los años 1630 y 1640, que se encuentra en la Real Academia de Bellas Artes de San Fernando de Madrid.
El pintor aragonés narra el episodio bíblico descrito en el libro de Números. En una de las recurrentes protestas de los israelitas contra Dios y Moisés, se les castiga con el envío de serpientes venenosas que causan la muerte de muchos por su mordedura. Arrepentidos, suplican a Moisés que les ayude. Dios ordena a Moisés que haga una escultura de metal (cobre o bronce según la versión) y que los mordidos fijen su vista en ella. Los que lo hacen se curan de la picadura. Moisés, con una túnica roja, indica con su vara la acción salvadora ofrecida a los heridos.
El tema, muy difundido desde la Edad Media en el arte, fue interpretada por teólogos y artistas como la prefiguración de Jesucristo expuesto en la cruz a quién había que mirar como salvador.
Leonardo exhibe en esta obra su dominio del escorzo, con la representación de algunos cuerpos retorcidos de los heridos por los reptiles.
Tintoretto pintó un fresco para la Scuola Grande di San Rocco con un tema similar titulado El milagro de la serpiente de bronce.